# Arkhangaj
Arkhangaj (mongolsk: Архангай, tr. Arkhangaj) er en af Mongoliets 21 provinser. Den har totalt 97 091 indbyggere (2000) og et areal på 55 300 km². Provinsens hovedstad er Tsetserleg.

## Administrative enheter
Provinsen er inddelt i 19 distrikter: Bat-tsengel, Bulgan, Chuluut, Erdenemandal, Ikh-Tamir, Jargalant, Khayrkhan, Khangay, Khashaat, Khotont, Tariat, Tsakhir, Ögiy nuur, Ölziyt, Öndör-Ulaan, Tsenkher og Tsetserleg.